# Dejan Ljubičić
Pour les articles homonymes, voir Ljubičić.
Dejan Ljubičić, né le 8 octobre 1997 à Vienne en Autriche, est un footballeur international autrichien qui évolue au poste de milieu défensif au FC Cologne.

## Biographie

### En club
Natif de Vienne en Autriche, Dejan Ljubičić est formé par l'un des clubs de la capitale, le Rapid Vienne. Le 7 juillet 2017, il signe son premier contrat professionnel, courant jusqu'en 2020. Il est prêté au SC Wiener Neustadt dans la foulée, avant de revenir fin août dans son club formateur, rappelé en raison de l'absence de Maximilian Wöber. Il joue son premier match avec l'équipe première du Rapid Vienne le 26 août 2017, contre le LASK Linz, en championnat. Il est titularisé lors de ce match qui se solde par la victoire des siens (1-0). Ljubičić inscrit son premier but en professionnel dès son deuxième match, le 10 septembre de la même année, contre le Red Bull Salzbourg (2-2).
Lors de la saison 2018-2019, il participe à la phase finale de la Ligue Europa. Il se met en évidence lors de la phase de groupe, en inscrivant un but contre les Glasgow Rangers. Le Rapid s'incline finalement en seizièmes de finale face au club italien de l'Inter Milan.
En fin de contrat en juin 2021, Dejan Ljubičić rejoint librement le FC Cologne à l'issue de la saison.
Ljubičić inscrit son premier but pour le FC Cologne le 27 novembre 2021, lors d'une rencontre de championnat face au Borussia Mönchengladbach. Titulaire, il ouvre le score et participe à la victoire de son équipe (4-1 score final).
Il réalise son premier doublé pour le club le 15 septembre 2022 lors d'une rencontre de Ligue Europa Conférence 2022-2023 face au 1. FC Slovácko. Titulaire, il contribue avec ses deux buts à la victoire de Cologne par quatre buts à deux.

### En équipe nationale
Le 10 octobre 2017, Dejan Ljubičić joue son premier match avec l'équipe d'Autriche espoirs, face à l'Arménie. Il est titulaire lors de cette rencontre remportée cinq buts à zéro par son équipe. Par la suite, le 3 juin 2018, il délivre sa première passe décisive avec les espoirs, lors d'une rencontre amicale face à la Tchéquie. Il officie d'ailleurs à cette occasion comme capitaine de sa sélection.
Avec les espoirs, il participe au championnat d'Europe espoirs en 2019. Il joue deux matchs durant ce tournoi, contre la Serbie et l'Allemagne. Avec un bilan d'une victoire, un nul et une défaite, son équipe ne parvient pas à sortir de la phase de groupe.

## Vie personnelle
Il est né de parents croates de Bosnie-Herzégovine ayant fui les guerres de Yougoslavie. Son frère, Robert Ljubičić, est lui aussi footballeur.